# Петрогосиздат
Петрогосиздат — петроградское отделение Госиздата РСФСР. Размещалось в доме Зингера.
Основано в мае 1919 на базе Издательства Петросовета. В декабре того же года формально объединилось с Главным управлением Госиздата РСФСР, но в последующие три года действовало автономно, во всех изданиях местом издания указан Петроград. В середине 1922 между Петрогосиздатом и Главным управлением Госиздата было заключено соглашение «в целях объединения работ обоих издательских аппаратов, ранее существовавших самостоятельно». С 1923 года в изданиях указываются Москва и Петроград.
В 1922 году в редколлегию входили З. Лилина, В. Невский, П. Арский, В. Милютин.
С 1919 по 1923 годы выпущено 2260 названий. Во время Гражданской войны это была преимущественно общественно-политическая литература, затем научно-популярная, научная, художественная, детская, учебная, военная, по сельскому хозяйству.
В 1922—1925 выпускался иллюстрированный библиографический бюллетень «Новая книга».
В 1924 переименован в Ленгиз.

## Серии
- Историко-революционная библиотека (под ред. М. Лемке)